# أورانيا (كيب الشمالية)
أورانيا هي بلدة تقع في وسط جنوب أفريقيا في محافظة كيب الشمالية.في 2020 بلغ عدد سكان البلدة 2066 نسمة.